# Martin Westerstrand
Martin Westerstrand Skans, född 6 december 1973, är en svensk musiker och låtskrivare.  
1995 startade Westerstrand bandet Lok tillsammans med Thomas Brandt, Daniel Cordero och Johan Reivén. Han var bandets sångare fram till att det lades ner 2002. Därefter sjöng han i bandet Rallypack, vars melodier var mer melodiösa och hade texter på engelska. Rallypack utvecklades sedan till att bli bandet Lillasyster som är ett av Sveriges största hårdrocksband.   
I oktober 2024 lades bandet Lillasyster på is på obestämd framtid. Under sommaren 2024 genomförde Lillasyster en sista stor omfattande turné. Förutom Sweden Rock och en hel massa andra festival- och klubbgig gjorde bandet ett sista helt utsålt gig på Trädgårn på hemmaplan i Göteborg.   
Westerstrand samarbetar frekvent med andra musiker som artist, låtskrivare, producent och artwork-designer. 2020 medverkade han tillsammans med Emrik Larsson på låten Dansar på din grav med Sveket. Samma år släpptes albumet Obey The Queen av artisten SCARLET där Westerstrand skrivit och producerat flertalet låtar. Tidigare samarbeten inkluderar Mustasch, Pst/Q, TOTAL, Mimikry och Knogjärn.

## Diskografi

### Med LOK

#### Album
- Ord och inga visor (EP) (1996)
- Naken blästrad och skitsur (1999)
- Sunk 500 (2000)
- Ut ur discot och in i verkligheten (2002)
- Blästrad levande (Live) (2003)

#### Singlar
- 1998: Lokpest (musikvideo)
- 1998: LOK står när de andra faller (musikvideo)
- 1999: Skrubbsår (musikvideo)
- 1999: Ensam gud
- 2000: Stänkskärmar och sprit (musikvideo)
- 2000: Bedragaren i Murmansk (musikvideo)
- 2001: Staden Göteborg med Hardcore Superstar (musikvideo)
- 2002: Sug min (musikvideo)
- 2002: Pyromandåd i ponnyslakteriet

### Med Rallypack
- Sod Off, God! We Believe in Our Rockband

### Med Lillasyster

#### Album
- Hjärndöd musik för en hjärndöd generation (2007)
- Det här är inte musik, det här är kärlek (2009)
- 3 (2012)
- Tala är silver, skrika är guld (samlingsalbum 2013)
- 4 (2016)
- Svensk jävla metal (2018)[1]
- Stormtrooper Boombox (2023)

#### Singlar
- 2007: Berätta det för Lina
- 2007: Kräkas / Umbrella (Rihanna-cover)
- 2009: Andreas
- 2009: Jag är här nu
- 2011: Så jävla bra
- 2012: Total panik
- 2013: Roar (Katy Perry-cover)
- 2015: Krossat glas
- 2020: Enemy
- 2020: War Machine
- 2020: My Back Your Knife
- 2021: Pretender
- 2021: Monster Truck
- 2022: Animal
- 2022: Till Our Days Are Over
- 2022: I Do (Arvingarna-cover från TV4's Lassemans Veranda)
- 2022: I Know You Better
- 2022: The Firestarter
- 2022: Forty Four Boxes
- 2024: Tack och Förlåt